# Orrua
Orrua u Orroaga es una pequeña bahía rocosa en la desembocadura del río Urola, junto a la villa de Zumaya (en el término municipal de Guetaria). Es conocida principalmente por los amantes del surf debido a una ola de derecha que se forma en uno de sus costados. Tiene un fácil acceso desde la carretera N-634 que bordea la costa y desde la que puede verse perfectamente la rompiente.

## Descripción
La bahía de Orrua tiene principalmente tres rompientes: 
- Derecha de hasta 2 m con fondo de roca, muy estable y que rompe con bastante fuerza siempre que las condiciones de viento sean buenas. Esta ola cae en media marea generalmente. Está en la ola más común, de muy buena calidad aunque de recorrido relativamente corto y muy densamente poblada, cualquier día del año.

- Derecha de hasta 5 metros. Este pico es una extensión de la anterior y empieza a caer desde fuera de la bahía en una laja que se adentra en la mar. Es una ola espectacular que llama la atención a cualquiera que pase por la carretera los escasos días en los que se dan las condiciones para que caiga. Muy peligrosa y sobre fondo de roca se surfea generalmente con marea bastante alta.

- Izquierda . Es una ola que ha ido variando con el transcurso del tiempo y la configuración de la playa. Actualmente es una ola muy buena , sobre roca y que mejora en calidad con un poco más de agua que la derecha.

La ola de Orrua es una de las principales dentro del panorama del surf en España , especialmente en el País Vasco.
Situada muy cerca de Zarauz, Guetaria y Zumaya ha sido siempre ( excepto raras temporadas) unos de los lugares preferidos para los locales (guipuzcoanos principalmente). Esta ola ha sido surfeada desde los primeros tiempos del surf nacional pero no ha tenido siempre esta misma configuración. 
Dentro de la evolución de la playa cabe destacar principalmente la construcción de un vivero de peces , que modificó la pradera original donde la gente podía cambiarse y pasar las largas horas entre marea y marea, y la construcción del dique de entrada al puerto de Zumaya que modificó de forma grave la configuración de corrientes de la playa durante algunos años.
Antiguamente la bahía presentaba una pequeña playa y su fondo era generalmente arena, lo que permitía una ola de izquierda en su mismo centro , que ha desaparecido.
Muy cerca se halla Planeixa, también conocida como Planeria o Playa Gris, ensenada donde a veces se forman grandes olas que atraen a experimentados surfistas.